# Rob Cross
Rob Cross (Pembury, 21 settembre 1990) è un giocatore di freccette inglese, soprannominato Voltage.

## Biografia
Prima di diventare professionista nel 2015 era un elettricista, professione da cui deriva il suo soprannome, "Voltage".

## Carriera

### BDO
Nel 2015 ha preso parte alle qualificazioni per il Campionato del mondo BDO 2016, perdendo ai 64esimi di finale contro Tony Martin.
Ha partecipato anche al Winmau World Masters 2015, perdendo contro Darius Labanauskas.

### PDC

#### 2016
Entrato a far parte della PDC, Cross ha gareggiato all'UK Open 2016 come dilettante, arrivando fino ai 32esimi di finale dove ha perso 5-9 contro l'allora numero 1 del mondo Michael van Gerwen. In seguito ha preso parte al PDC Challenge Tour in cui ha vinto 3 eventi su 16 guadagnandosi una Tour Card per il PDC Pro Tour 2017.

#### 2017

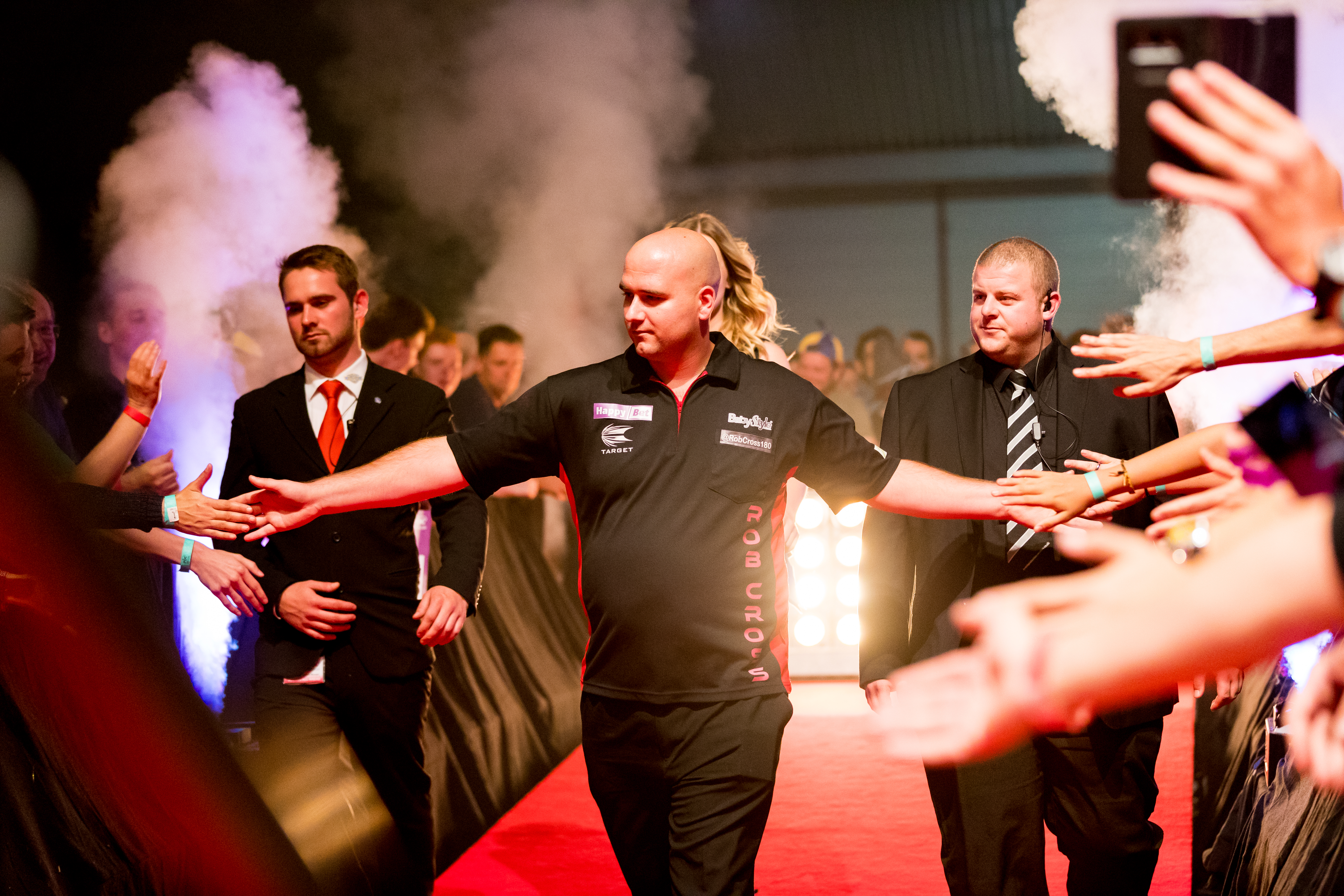
Cross al German Darts Grand Prix

All'UK Open 2017 ha raggiunto il quinto round prima di essere eliminato da Peter Wright. La settimana successiva ha vinto il suo primo titolo PDC battendo Marvey King 6-5 nella finale del terzo Players Championship disputata a Barnsley. Il suo primo anno nel Tour è continuato vincendo il dodicesimo evento (vittoria per 6-5 contro Ian White a Milton Keynes), il diciannovesimo (6-2 contro Peter Wright a Dublino) ed il ventunesimo (6-3 conto Adrian Lewis di nuovo a Barnsley). Grazie a questi successi è entrato nella top 32 del ranking mondiale.
Cross ha raggiunto due finali nell'European Tour, perdendole entrambe contro Michael van Gerwen per 6-3 al German Darts Grand Prix e per 6-4 all'European Darts Trophy.
Ad ottobre ha raggiunto la sua prima finale in un evento premier perdendo di nuovo contro van Gerwen al European Darts Championship per 11-7.

#### 2018
Il 1º gennaio 2018 ha vinto il Campionato del mondo PDC contro Phil Taylor (giunto all'ultimo match in carriera) per 7-2, dopo aver sconfitto nei turni precedenti Seigo Asada, Michael Smith, John Henderson, Dimitri Van den Bergh e il numero 1 al mondo Michael van Gerwen.
È stato il primo giocatore a vincere un mondiale dopo essere sopravvissuto al match darts in due partite.
Vincendo il mondiale PDC si è posizionato nella terza posizione del ranking al termine della sua prima stagione da professionista in PDC.

## Finali

### Finali PDC premier events: 2 (1 vittoria, 1 finale)
| Legenda                  |
| World Championship (1–0) |
| World Matchplay (0-0)    |
| Premier League (0–0)     |
| Altri (0–1)              |

| Risultato | No. | Anno | Torneo                   | Avversario in finale | Punteggio |
| Finalista | 1.  | 2017 | European Championship    | Michael van Gerwen   | 7–11      |
| Vincitore | 1.  | 2018 | Campionato del mondo PDC | Phil Taylor          | 7–2       |

|  |

## Palmarès
- Campionato del mondo PDC

2018